# Randolph (Massachusetts)
Randolph es una ciudad ubicada en el condado de Norfolk en el estado estadounidense de Massachusetts. En el Censo de 2010 tenía una población de 32.112 habitantes y una densidad poblacional de 1.190,33 personas por km².

## Geografía
Randolph se encuentra ubicado en las coordenadas 42°10′35″N 71°3′6″O / 42.17639, -71.05167. Según la Oficina del Censo de los Estados Unidos, Randolph tiene una superficie total de 26.98 km², de la cual 25.46 km² corresponden a tierra firme y (5.62%) 1.52 km² es agua.

## Demografía
Según el censo de 2010, había 32.112 personas residiendo en Randolph. La densidad de población era de 1.190,33 hab./km². De los 32.112 habitantes, Randolph estaba compuesto por el 41.61% blancos, el 38.33% eran afroamericanos, el 0.34% eran amerindios, el 12.45% eran asiáticos, el 0.01% eran isleños del Pacífico, el 3.75% eran de otras razas y el 3.52% pertenecían a dos o más razas. Del total de la población el 6.41% eran hispanos o latinos de cualquier raza.